# Edward Żebrowski (polityk)
Edward Żebrowski (ur. 1 marca 1921 w Równem, zm. 29 lutego 1976) – polski ślusarz i polityk, poseł na Sejm PRL III i IV kadencji.

## Życiorys
Uzyskał wykształcenie zasadnicze zawodowe. W 1944 wstąpił do Wojska Polskiego, walcząc na froncie jako dowódca plutonu, a następnie kompanii czołgów 1 Korpusu Pancernego 2 Armii Wojska Polskiego. Od 1954 pracował jako ślusarz i brygadzista w Zakładach Mechanicznych „Ursus”.
W 1946 wstąpił do Polskiej Partii Robotniczej, a następnie do Polskiej Zjednoczonej Partii Robotniczej. Był członkiem Komitetu Zakładowego PZPR w „Ursusie” oraz członkiem egzekutywy Warszawskiego Komitetu Wojewódzkiego PZPR. W 1961 i 1965 uzyskiwał mandat posła na Sejm PRL w okręgu Pruszków. Przez dwie kadencje zasiadał w Komisji Pracy i Spraw Socjalnych, a w swej drugiej ponadto w Komisji Obrony Narodowej.
Był żonaty ze Stanisławą z domu Berestiuk (1921–1989). Pochowany na Cmentarzu Wojskowym na Powązkach (kwatera D33-5-7).

## Odznaczenia
- Order Sztandaru Pracy II klasy
- Srebrny Krzyż Zasługi (1946)[2]
- Srebrny Medal „Zasłużonym na Polu Chwały”
- Odznaka 1000-lecia Państwa Polskiego (1966)[3]
- Krzyż Wojenny Czechosłowacki 1939 (Czechosłowacja)